# Kōji Seto
Kōji Seto 瀬戸康史 (Seto Kōji n. 18 de mayo de 1988?) es un actor y cantante japonés. Conocido por sus papeles principales como Wataru Kurenai en Kamen Rider Kiva; y papeles secundarios como Satoru Okura en Atashinchi no Danshi, Ariake Yamato en Otomen y Eiji Kikumaru en Tenimyu. Él interpreta a Mori Ranmaru en el drama, Gō: Hime-tachi no Sengoku.

## Biografía
En un principio, Seto quería ser veterinario, pero luego de ver el dorama protagonizado por Tsubabuki Satoshi, Orange Days , decidió que quería ser actor. Ingresó a una escuela de actuación en la que solo estuvo unos meses, pues luego participó en la audición de verano de los D-BOYS en el 2005.
En el 2005, luego de un año de entrenamiento en la escuela de actuación protagonizó su primer papel como el antagonista principal Makoto Kanno en Rocket Boys. Se considera un poco antisocial y tranquilo. 
En el 2006, a los 17 años se muda para vivir solo en Tokio.
Dice que no le gusta cuando las parejas muestran mucho amor en público. En cuanto al aseo y al orden de los objetos en su espacio él es bastante organizado; lo que si es bastante olvidadizo con las fechas, los horarios y los nombres y por más que intente acordárselos de memoria siempre necesita alguna que otra ayuda para poder introducir esos datos en su mente. A pesar de tener una apariencia frágil tiene mucha fuerza y cuando se enfada puede decir palabras hirientes por horas sin cansarse. Detesta que lo subestimen por su apariencia o que por eso mismo lo traten como un niño pequeño.
Dice no ser para nada popular con las chicas. 
Es muy amigo de Yanagishita Tomo.
A pesar de su apariencia tan KAWAII o MONA es muy varonil y muy violento cuando lo molestan. Odia que lo traten como una NIÑA.
El logo oficial D-BOYS de Seto es un camaleón en referencia a su versatilidad. Le gusta ayudar a la gente siempre que esté a su alcance y siempre que pueda. Hay veces en las que suele pasar de la euforia a la depresión en un mismo instante y sin darse cuenta si es que alguien lo lastima lo suficiente como para que suceda esto.
Él siempre se sintió diferente a las personas de su familia. Con sus padres y sus hermanos dedicados a la medicina era de esperarse que esperaran que él se dedicara a lo mismo en su vida, que creciera, fuera a la facultad de medicina, que se casara y tuviese hijos, pero fue todo lo contrario.

## D-BOYS
El 31 de julio de 2005, Seto gana el Semi-Grand Prix de las audiciones de verano de los D-BOYS, volviéndose miembro de este grupo.
Con ellos ha aparecido en múltiples cosas, como en el programa de televisión DD-BOYS, en el que aparece en varios capítulos y que se emitió durante el año 2006. Además participó en el D-STAGE, un musical de los D-BOYS y que se presentó en el teatro Space Zero en Tokio.
TENIMYU
Seto participó en la tercera generación de Seigaku de los Tenimyus, siendo el 4.º Eiji. Su primera actuación fue en el musical Advancement Match Rokkaku feat. Hyotei Gakuen, del que hubo 35 presentaciones. También participó en los siguientes musicales: Absolute King Rikkai feat. Rokkaku ~ First Service, Dream Live 4th y Absolute King Rikkai feat. Rokkaku ~ Second Service, siendo este su último musical de The Prince of Tennis y el último de toda la tercera generación, a excepción de Tomo Yanagishita, quien además de participar en el Tenimyu junto a Seto es miembro de los D-BOYS.

## Películas y TV
TV
```
   Kirisaki Jack no Kokuhaku  (TV Asahi, 2015)
   Mother Game  (TBS, 2015)
   Hana Moyu  (NHK, 2015)
   Kabuka Boraku  (WOWOW, 2014)
   Ride Ride Ride  (NHK, 2014)
   Lost Days  (Fuji TV, 2014)
   LINK  (WOWOW, 2013)
   Yoso no Uta (Fuji TV, 2013)
   SAITOU san 2 (NTV, 2013)
   TOKYO Airport  (Fuji TV, 2012)
   Nemureru Mori no Jukujo  (NHK, 2012)
   Teen Court  (NTV, 2012)
   Kurumi no Heya  (NHK, 2011)
   Yotsuba Jinja Ura Kagyo Shitsuren Hoken~Kokuraseya  (YTV, 2011, ep 10)
   Gou  (NHK, 2011)
   Nasake no Onna  (TV Asahi, 2010)
   Tumbling  (TBS, 2010)
   Rinne no Ame (Fuji TV, 2010)
   Otomen  (Fuji TV, 2009)
   Atashinchi no Danshi  (Fuji TV, 2009)
   Kamen Rider Decade  (TV Asahi, 2009, ep1,31)
   Koizora como Sakurai "Hiro" Hiroki (TBS, 2008)
   Kamen Rider Kiva  (TV Asahi, 2008)
   Abarenbo Mama (Fuji TV, 2007)
   Happy Boys (TV Tokyo, 2007)
   Rocket Boys  (TV Tokyo, 2006)
```

PELÍCULAS
```
   Gassoh (2015) 
   Day and Night (2014) 
   Watashi no Hawaii no Arukikata (2014)
   Haganai (2014) 
   Judge (2013) 
   Sadako 3D 2 (2013) 
   Sadako 3D (2012) 
   Moshidora (2011) 
   Runway☆Beat (2011) 
   Kamen Rider × Kamen Rider Double & Decade: Movie War 2010 
   Ju-On - Black Girl (2009)
   Kamen Rider Kiva: King of the Castle in the Demon World (2008) 
   Shakariki (2008) 
   Kamen Rider Den-O & Kiva: Climax Deka (2008) 
   Tenshi ga Kureta Mono(2007) 
   Tonari no Yaoi-chan (2007)
   Hit Parade  (2006)
```

## Música
- Exvocalista del grupo de J-Rock "Tetra-Fang" 
-Actualmente cantante de D-Date.
D-DATE (でぃーでいと) es una subunidad de pop japonés de D-BOYS bajo Watanabe Entertainment. D-DATE se formó en el 2010 inicialmente como una conmemoración del 10º aniversario de Watanabe Entertainment con los primeros cuatro miembros: Araki Hirofumi, Nakamura Yuichi, Igarashi Shunji y Seto Koji. Las audiciones D-Boys se llevaron a cabo y Horii Arata fue elegido entre 30.000 aspirantes como el quinto miembro del grupo. 
En noviembre de 2011, Nakamura Yuichi dejó D-DATE debido a una lesión en la espalda para concentrarse en la recuperación médica. Durante la última actuación de D-DATE de su primera gira, se anunció en el Tokyo Dome City Hall el 29 de junio de 2012, que Yanagishita Tomo se había unido al grupo.
Tras el exitoso lanzamiento en 2013 de "Glory Days", Igarashi Shunji declaró su retiro de D-DATE y de la industria del entretenimiento a finales de noviembre de ese mismo año.